# It Ain’t Fair
It Ain’t Fair (engl. für „Es ist nicht gerecht“) ist ein von The Roots gemeinsam mit Bilal für das Filmdrama Detroit von Kathryn Bigelow aufgenommenes Lied, das im Juli 2017 veröffentlicht wurde und auch auf dem Detroit Original Motion Picture Soundtrack enthalten ist.

## Produktion

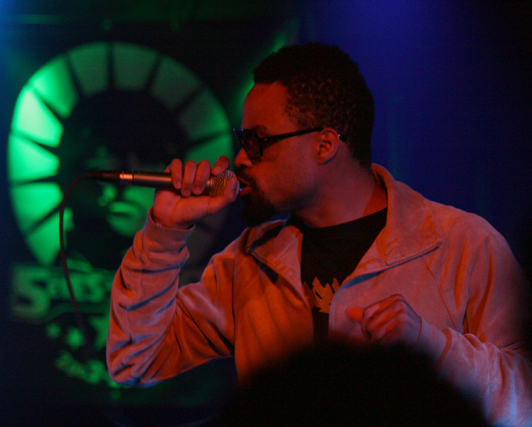
It Ain't Fair wurde vom Sänger Bilal (Bild) gemeinsam mit The Roots aufgenommen

Der Song It Ain’t Fair wurde von der US-amerikanischen Hip-Hop-Band The Roots für das Filmdrama Detroit von Kathryn Bigelow geschrieben und gemeinsam mit dem US-amerikanischen Soulsänger und Songwriter Bilal aufgenommen. Das Lied ist eine originalgetreue Hommage an den Motown-Sound mit einer orchestralen Pop-Mischung aus Hörnern, Streichern, Gitarre und Schlagzeug und wird von Bilal mit einem traurigen A cappella eröffnet und gefühlvoll beendet. Questlove, der Schlagzeuge von The Roots, sagte gegenüber dem Musik-Magazin Rolling Stone: „Dieses Lied ist wie das langsam brennende Feuer in unser aller Seelen.“ Der Film, so Questlove weiter, zeige deutlich, dass das Leben im Jahr 1967 im Vergleich mit den Jahren 2017 oder 1897 nicht viel anders war. Bigelows Film erzählt von den Rassenunruhen in Detroit, die dort am 23. Juli 1967 durch eine Polizeirazzia in einer Bar ohne Ausschankgenehmigung, ein sogenanntes Blind Pig, ausgelöst wurden und mit mehr als 40 Todesopfern, 1.189 Verletzten und über 7.000 Verhaftungen als die zweitbrutalsten Unruhen der USA in die Geschichte eingingen. Begleitend zum 50. Jahrestag des Sommers der Unruhen und wenige Wochen nach dem Start des Films in den US-Kinos präsentierten The Roots den Song Ende Oktober 2017 zusammen mit Bilal im Rahmen der Reihe Tiny Desk Concerts des Hörfunksenders NPR Music. Es hat Tradition in den Redaktionsräumen des National Public Radio, regelmäßig für den Online-Auftritt Musikgruppen vor einen kleinen Schreibtisch zu quetschen.

## Veröffentlichung
Der Song It Ain't Fair wurde im Juli 2017 veröffentlicht und ist als siebter Song auf dem Soundtrack zum Film enthalten, der am 28. Juli 2017 von Motown Records als Download veröffentlicht wurde. Am 7. August 2017 stellten The Roots gemeinsam mit Bilal den Song in Jimmy Fallon’s Tonight Show vor. Am 24. September 2017 stellten sie den Song bei A Concert for Charlottesville: An Evening of Music and Unity und am 17. Oktober 2017 in The Pavilion at Toyota Music Factory vor.

## Rezeption
Erin Vierra von mxdwn.com sagt, der Song beeindrucke bis zum Ende durch einen kraftvollen Text, wie die Zeile: “It’s bad ’cause a good friend’s hard to come by/ Justice is never color blind, never gun shy/ The one crime, you may never see the sun shine.” Sätze wie diese gewährten einen brutalen Einblick in unserer Vergangenheit, so Vierra.
Verena Lueken von der Frankfurter Allgemeinen Zeitung beschreibt It Ain’t Fair als eine Art Gospel-Rap und geht davon aus, dass das Stück bei der einen oder anderen Preisverleihung der Saison zur Aufführung kommen dürfte.

## Auszeichnungen
Am 18. Dezember 2017 gab die Academy of Motion Picture Arts and Sciences bekannt, dass sich der Song in einer Vorauswahl von 70 Liedern befindet, aus der die Nominierungen in der Kategorie Bester Filmsong im Rahmen der Oscarverleihung 2018 bestimmt wurden. Im Folgenden eine Auswahl von Nominierungen und Auszeichnungen des Songs im Rahmen bekannter Filmpreise.
African-American Film Critics Association Awards 2017
- Auszeichnung als Bester Song (The Roots feat. Bilal)[12]

Satellite Awards 2017
- Nominierung als Bester Filmsong[13]